# بدره (ممسنی)
بدره روستایی از توابع بخش مرکزی شهرستان ممسنی در استان فارس ایران است. زبان مردم بدره لری ممسنی میباشد

## جمعیت
این روستا در دهستان جوزار قرار دارد و براساس سرشماری مرکز آمار ایران در سال ۱۳۸۵، جمعیت آن زیر سه خانوار بوده‌است.